# Хомоча
Хомоча (рум. Homocea) — село у повіті Вранча в Румунії. Входить до складу комуни Хомоча.
Село розташоване на відстані 209 км на північний схід від Бухареста, 48 км на північ від Фокшан, 116 км на південь від Ясс, 100 км на північний захід від Галаца, 137 км на північний схід від Брашова.

## Населення
За даними перепису населення 2002 року у селі проживали 5143 особи, з них 5142 особи (> 99,9%) румунів. Рідною мовою 5142 особи (> 99,9%) назвали румунську.